# 翅柄假脉蕨
翅柄假脉蕨（学名：Crepidomanes latealatum）为膜蕨科假脈蕨属下的一个种。

## 扩展阅读
維基物種上的相關：翅柄假脉蕨